# Élections législatives néerlandaises de 2010
Les élections législatives néerlandaises de 2010 (en néerlandais : Tweede Kamerverkiezingen 2010) se tiennent le 9 juin 2010, à une date légèrement anticipée. Elles ont pour but d'élire les 150 représentants de la Seconde Chambre des États généraux (Tweede Kamer der Staten-Generaal).
Le scrutin est marqué par la victoire historique du Parti populaire pour la liberté et la démocratie (VVD) de Mark Rutte, la forte poussée du Parti pour la liberté (PVV) de Geert Wilders et la lourde défaite de l'Appel chrétien-démocrate (CDA) du Premier ministre sortant Jan Peter Balkenende.

## Contexte
Le scrutin, qui aurait dû se dérouler en novembre 2010, est anticipé après la chute du quatrième gouvernement de Jan Peter Balkenende, formé d'une coalition entre l'Appel chrétien-démocrate (CDA), du Parti travailliste (PvdA) et de l'Union chrétienne (CU). La rupture de la coalition est provoquée le 20 février par le refus du PvdA de poursuivre la mission militaire en Afghanistan, maintien souhaité par le CDA alors que le calendrier initial prévoyait un retrait en 2010.
Il s'agit là des troisièmes élections anticipées aux Pays-Bas depuis l'arrivée au pouvoir de Jan Peter Balkenende, en 2002, qui n'a de ce fait jamais achevé un mandat.

## Principaux partis et candidats
Les principales formations en lice pour ce scrutin sont : 
| Parti | Parti                                                                                    | Tête de liste | Tête de liste                                 | Résultat en 2006 | Résultat en 2006 |
| ----- | ---------------------------------------------------------------------------------------- | ------------- | --------------------------------------------- | ---------------- | ---------------- |
|       | Appel chrétien-démocrate Christen-Democratisch Appèl                                     |               | Jan Peter Balkenende Premier ministre sortant | 26,5 %           | 41               |
|       | Parti travailliste Partij van de Arbeid                                                  |               | Job Cohen                                     | 21,2 %           | 33               |
|       | Parti socialiste Socialistische Partij                                                   |               | Emile Roemer                                  | 16,6 %           | 25               |
|       | Parti populaire pour la liberté et la démocratie Volkspartij voor Vrijheid en Democratie |               | Mark Rutte                                    | 14,7 %           | 22               |
|       | Parti pour la liberté Partij voor de Vrijheid                                            |               | Geert Wilders                                 | 5,9 %            | 9                |
|       | Gauche verte GroenLinks                                                                  |               | Femke Halsema                                 | 4,6 %            | 7                |
|       | Union chrétienne ChristenUnie                                                            |               | André Rouvoet                                 | 4,0 %            | 6                |
|       | Démocrates 66 Democraten 66                                                              |               | Alexander Pechtold                            | 2,0 %            | 3                |

## Campagne

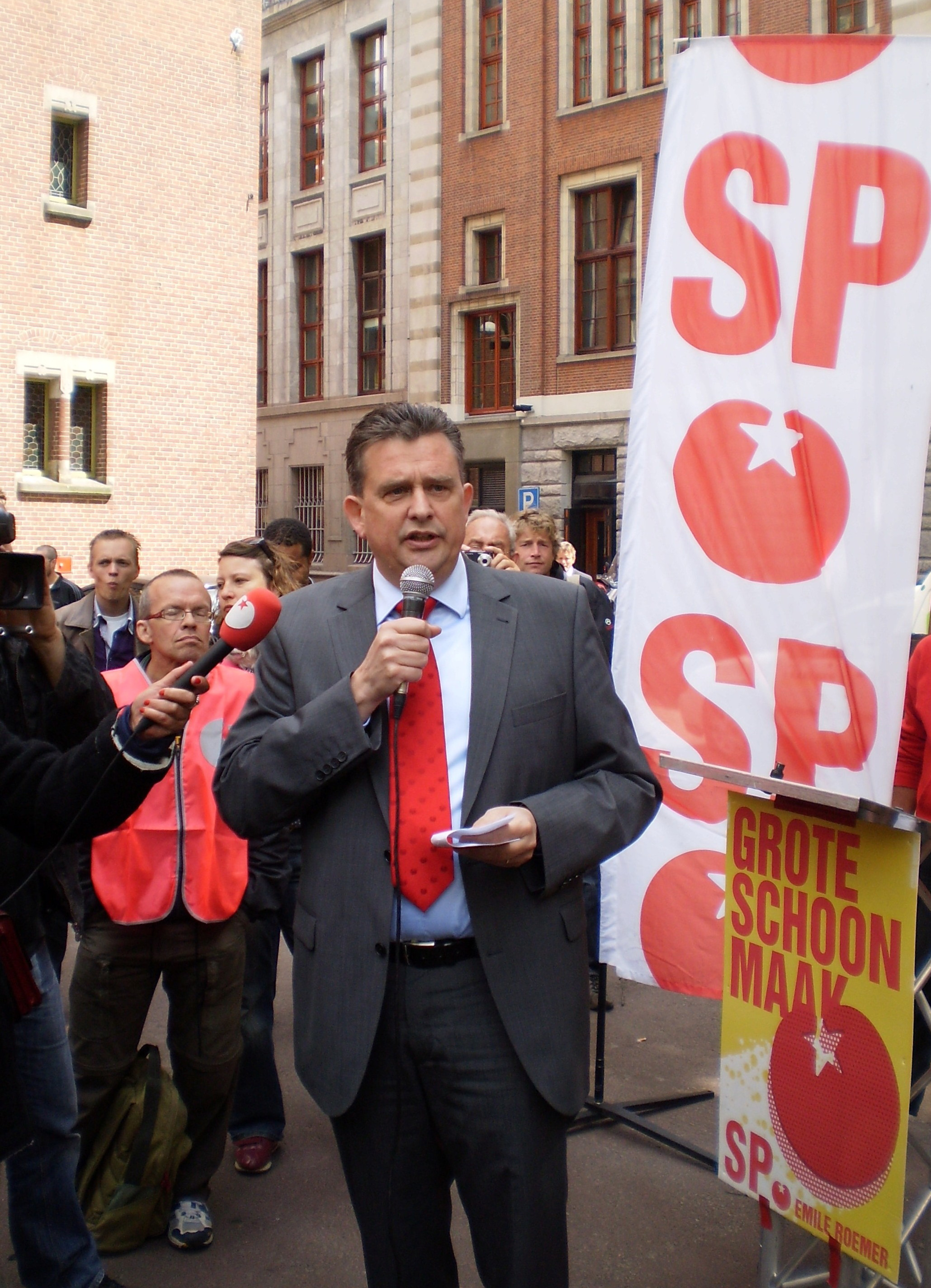
Emile Roemer en campagne à Amsterdam.

Dominée par la crise de la dette grecque, la campagne est centrée sur les questions économiques et budgétaires. Dans ce domaine, le Parti populaire pour la liberté et la démocratie (VVD) de Mark Rutte proposait de réduire les dépenses de l'État de trente milliards d'euros, par la réduction des coûts de l'administration publique et de la participation financière à l'Union européenne (UE), tout en baissant les impôts ou en maintenant certaines déductions fiscales, comme celle des intérêts sur les prêts immobiliers, que le PvdA et les D66 souhaitaient limiter, alors que l'Appel chrétien-démocrate (CDA) de Jan Peter Balkenende proposait également de la maintenir. Le CDA se disait également favorable à la libéralisation du secteur de la santé publique. Bas dans les sondages, le parti n'a pas bénéficié cette fois-ci du traditionnel « bonus du Premier ministre », la popularité de Balkenende ayant beaucoup chuté, au profit notamment des libéraux et des travaillistes. Qui plus est, le chef du gouvernement sortant a dû subir les critiques de l'Union chrétienne (CU), son partenaire dans la coalition sortante.

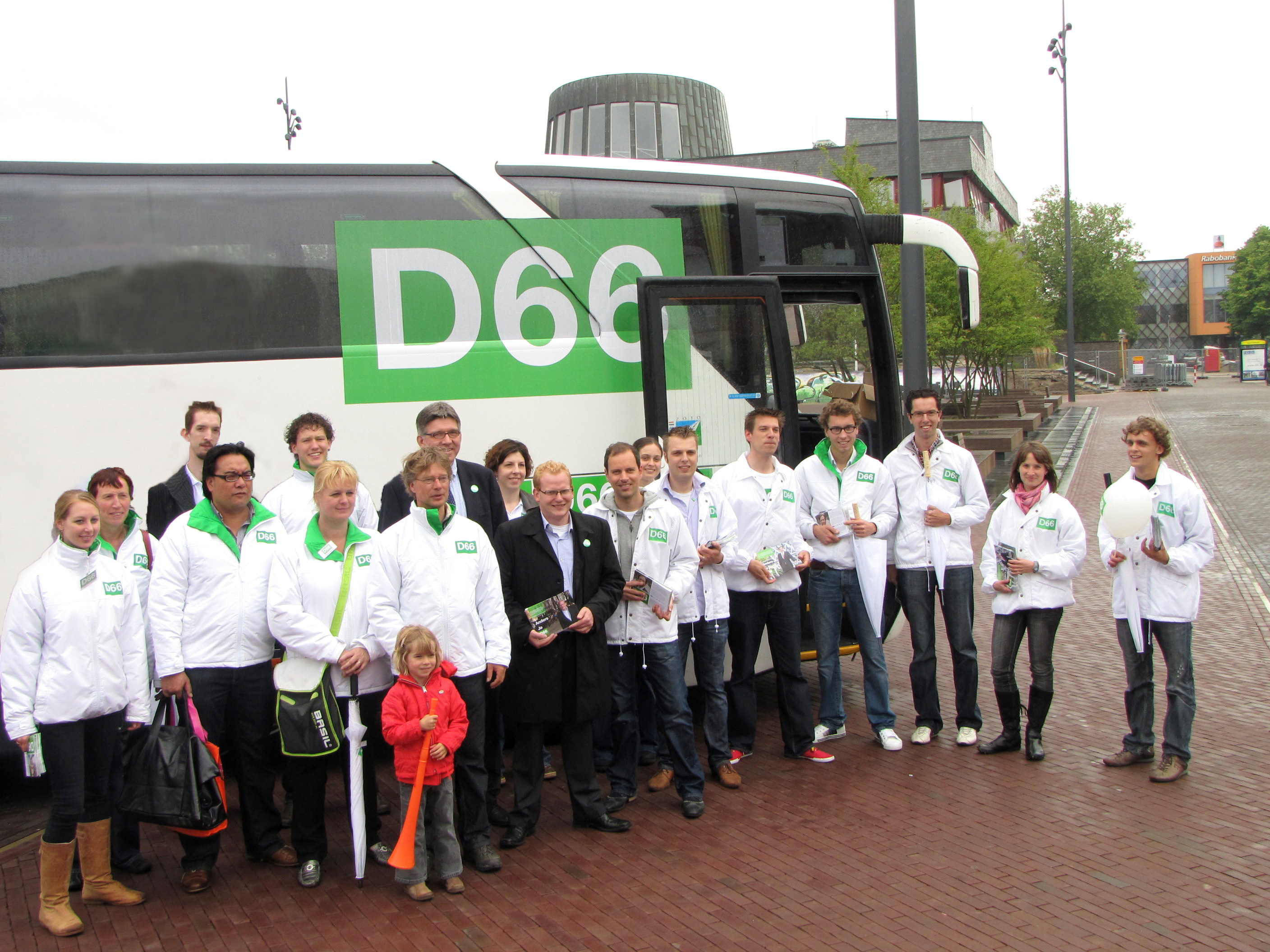
Bus de campagne des D66 à Doetinchem.

De leur côté, les travaillistes de Job Cohen, déjà tête de liste en 2003 et désigné en remplacement de Wouter Bos, souhaitaient taxer à 60 % les familles dont le revenu serait d'au moins cent cinquante mille euros par mois, augmenter progressivement l'âge légal de départ à la retraite de 65 à 67 ans, à l'instar des Démocrates 66, et réduire les dépenses publiques de dix milliards d'euros. Surnommé par Geert Wilders, tête du liste du Parti pour la liberté (PVV), le « grand donneur d'accolades multiculturelles » en raison de sa politique de conciliation avec la population musulmane lorsqu'il était maire d'Amsterdam, Cohen a exclu toute coalition avec cette formation populiste. Le programme du PVV faisait davantage de place à l'immigration qu'à l'économie, et prévoyait notamment de faire cesser toute immigration venant des pays musulmans ou encore d'interdire la construction de nouvelles mosquées, tout en défendant notamment les droits des homosexuels ou l'égalité entre les hommes et les femmes. Après avoir eu le vent en poupe dans les sondages, le parti de Wilders, peu à l'aise sur les sujets économiques, a été progressivement relégué à la quatrième place.
Fait surprenant, même le Parti socialiste (SP) proposait des mesures visant à réduire les dépenses publiques, notamment en baissant le budget de la défense et en augmentant fortement la fiscalité, tout en dénonçant le libéralisme économique du CDA, du PvdA et du VVD. La Gauche verte (GL), qui proposait seize milliards d'euros de réduction des dépenses publiques, s'était aligné sur le VVD concernant la réduction à un an de la durée de l'allocation chômage, qu'elle préconisait toutefois d'augmenter.

## Résultats
|                           |                                                        |            |       |      |        |               |  |  |  |
| Partis                    | Partis                                                 | Voix       | %     | +/-  | Sièges | +/-           |  |  |  |
|                           | Parti populaire pour la liberté et la démocratie (VVD) | 1 929 575  | 20,49 | 5,82 | 31     | 9             |  |  |  |
|                           | Parti du travail (PvdA)                                | 1 848 805  | 19,63 | 1,56 | 30     | 3             |  |  |  |
|                           | Parti pour la liberté (PVV)                            | 1 454 493  | 15,45 | 9,56 | 24     | 15            |  |  |  |
|                           | Appel chrétien-démocrate (CDA)                         | 1 281 886  | 13,61 | 12,9 | 21     | 20            |  |  |  |
|                           | Parti socialiste (SP)                                  | 924 696    | 9,82  | 6,76 | 15     | 10            |  |  |  |
|                           | Démocrates 66 (D66)                                    | 654 167    | 6,95  | 4,99 | 10     | 7             |  |  |  |
|                           | Gauche verte (GL)                                      | 628 096    | 6,67  | 2,07 | 10     | 3             |  |  |  |
|                           | Union chrétienne (CU)                                  | 305 094    | 3,24  | 0,73 | 5      | 1             |  |  |  |
|                           | Parti politique réformé (SGP)                          | 163 581    | 1,74  | 0,18 | 2      | en stagnation |  |  |  |
|                           | Parti pour les animaux (PvdD)                          | 122 317    | 1,30  | 0,53 | 2      | en stagnation |  |  |  |
|                           | Fiers des Pays-Bas (ToN)                               | 52 937     | 0,56  | Nv.  | 0      | en stagnation |  |  |  |
|                           | Parti pour l'homme et l'esprit (MenS)                  | 26 196     | 0,28  | Nv.  | 0      | en stagnation |  |  |  |
|                           | Autres                                                 | 24 158     | 0,26  | -    | 0      | en stagnation |  |  |  |
|                           |                                                        |            |       |      |        |               |  |  |  |
| Suffrages exprimés        | Suffrages exprimés                                     | 9 416 001  | 99,71 |      |        |               |  |  |  |
| Votes blancs et invalides | Votes blancs et invalides                              | 26 976     | 0,29  |      |        |               |  |  |  |
| Total                     | Total                                                  | 9 442 977  | 100   | -    | 150    | en stagnation |  |  |  |
| Abstentions               | Abstentions                                            | 3 081 175  | 24,60 |      |        |               |  |  |  |
| Inscrits / participation  | Inscrits / participation                               | 12 524 152 | 75,40 |      |        |               |  |  |  |

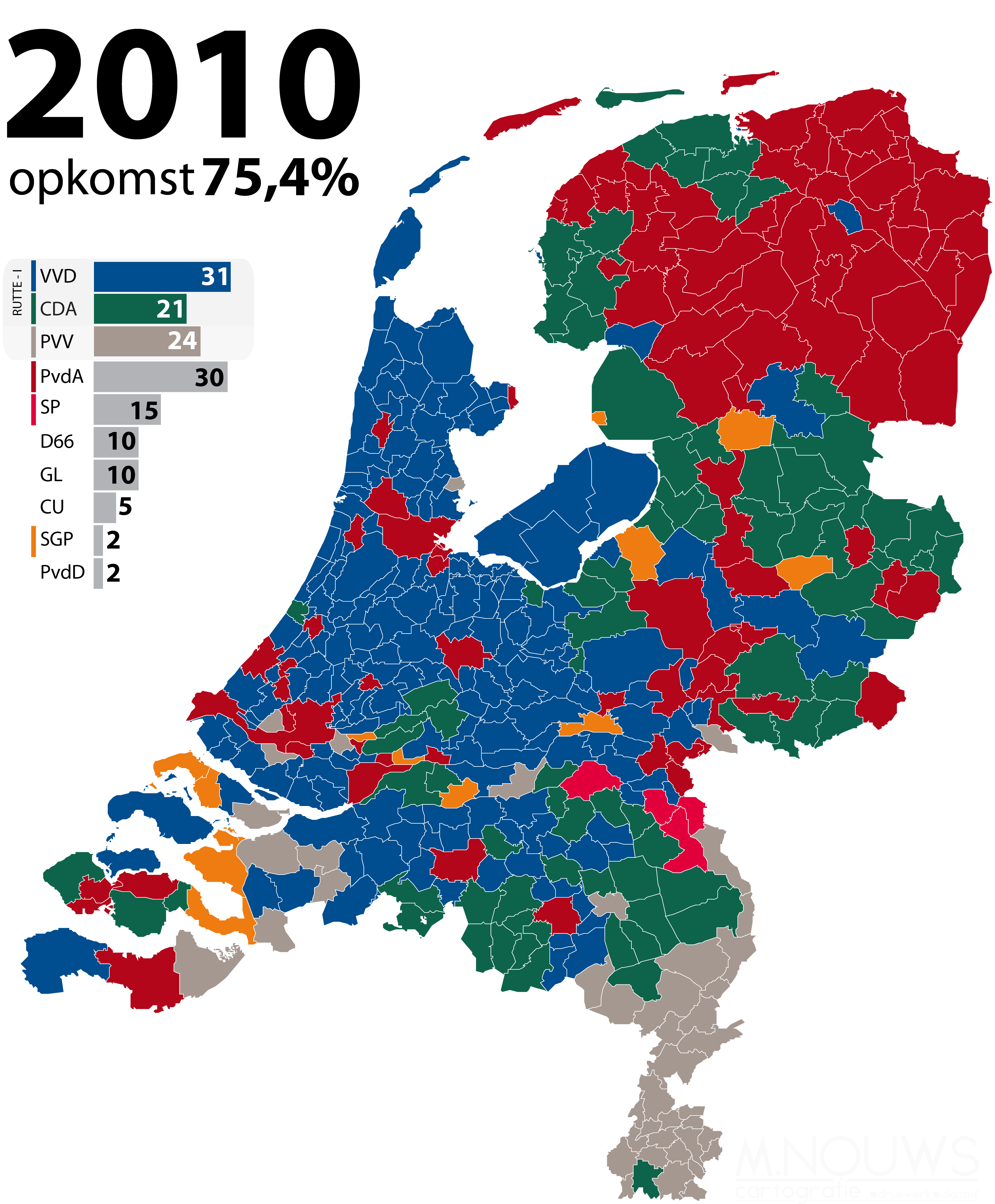
Parti arrivé en tête dans chaque commune.
Résultats détaillés par province.

## Commentaires et conséquences

### Analyse des résultats

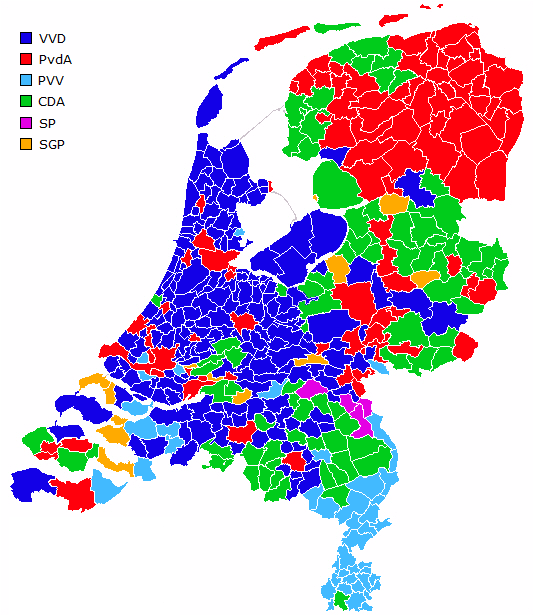
Principal parti dans chaque municipalité.

Avec 20,4 % des voix et 31 sièges sur 150, le VVD de Mark Rutte se classe en tête du scrutin, une première depuis sa création en 1948. Ce résultat est principalement dû aux propositions fortes en matière de réduction des dépenses publiques, et les libéraux ont donc profité à plein du recentrage de la campagne sur l'économie. Son avance sur le PvdA est cependant bien moins nette que les sondages ne le prévoyaient, et une coalition gouvernementale réunissant ces deux partis, la Gauche verte et les D66 ne semble pas à exclure.
Le score du PVV est également surprenant dans la mesure où il se hisse à la troisième place, que les sondages attribuaient au CDA de Jan Peter Balkenende, qui subit pour sa part une lourde défaite et décroche son plus mauvais score depuis sa première élection, en 1977. Face à ce résultat, le Premier ministre a immédiatement démissionné de la direction de son parti et renoncé à son siège de député. De son côté, Geert Wilders, qui triple quasiment sa représentation parlementaire, a parlé d'un résultat « grandiose » qui valide ses positions en matière de sécurité publique ou d'immigration. Son parti a fait savoir le lendemain du scrutin qu'il n'était plus défavorable à une réforme du système d'allocations pour les personnes exclues du marché du travail, une proposition dans le droit fil des propositions du VVD et interprétée comme un signe de volonté de participation au prochain gouvernement.

### Formation du cabinet
Le 12 juin, la reine Beatrix a chargé le sénateur Uri Rosenthal (VVD) d'une mission d'informateur, en vue d'explorer la possibilité de formation d'une coalition entre les libéraux et le PVV. Il constate son échec cinq jours plus tard, notamment à cause du refus de l'Appel chrétien-démocrate (CDA) de se joindre à une telle alliance. Job Cohen a fait savoir peu après que le PvdA ne souhaitait pas participer à une coalition VVD-PvdA-CDA, le deuxième choix de Mark Rutte.
Rosenthal poursuit toutefois sa mission et explore, à partir du 21 juin, la possibilité de former une « coalition violette élargie », qui réunirait le VVD, le PvdA, les D66 et la GL. Le 25 juin, Rosenthal remet son rapport à la reine et recommande la nomination d'un ou deux nouveaux informateurs pour préparer une coalition du centre qui réunirait le VVD, le PvdA et un ou plusieurs autres partis (CDA, GL ou D66).
La reine invite le soir même les chefs des groupes parlementaires en question et nomme Tjeenk Willink (PvdA) comme nouvel informateur, malgré les recommandations de Rosenthal et les souhaits de la plupart des chefs de parti qui souhaitaient la nomination de deux informateurs. Ce choix a été critiqué par Geert Wilders, écarté du processus, mais aussi par Wim Kok qui juge que la possibilité d'une coalition de droite a été abandonnée trop rapidement et rend le CDA responsable de cet échec. Le 5 juillet, Willink rend son rapport à la reine qui nomme deux nouveaux informateurs (Uri Rosenthal du VVD et Jacques Wallage du PvdA) pour préparer la formation d'un gouvernement issu d'une coalition violette élargie.

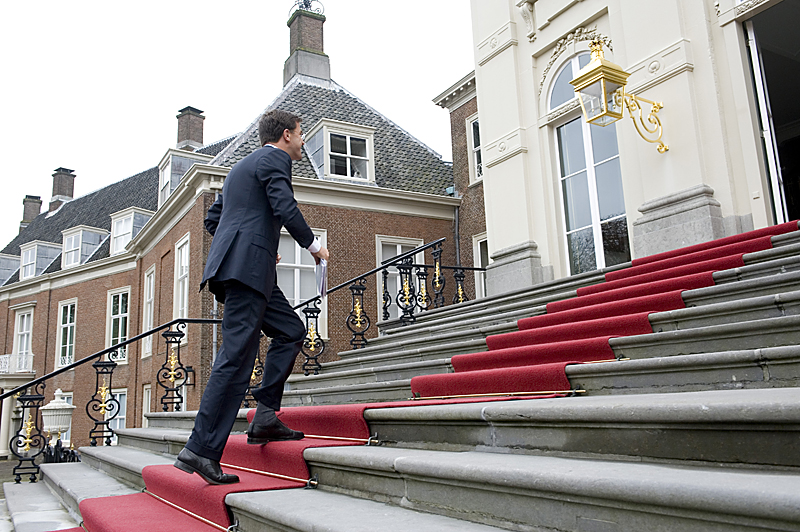
Rutte arrivant le 1er novembre au Huis ten Bosch pour établir les modalités de la coalition.

Les négociations durent plusieurs semaines sans pourtant résoudre les désaccords, notamment en matière de politique fiscale et d'immigration. Rosenthal et Wallage annoncent finalement le 21 juillet que leur mission a échoué et que la coalition violette élargie semble impossible. Devant l'incapacité du VVD et du PvdA à former une coalition, la reine nomme l'ancien Premier ministre Ruud Lubbers (CDA) informateur. Le nouvel informateur annonce vouloir « parler avec tous les chefs de groupe parlementaire », sans exclure aucun parti, incluant ainsi de nouveau le PVV dans les négociations. À la suite de son rapport, la reine charge Ivo Opstelten de mener à partir du 4 août des négociations en vue de la formation d'un gouvernement minoritaire VVD-CDA avec le soutien du PVV. Après près de deux mois de négociations, les partis concernés arrivent finalement à un accord et le 7 octobre, Mark Rutte est désigné formateur du nouveau gouvernement. À partir 14 octobre 2010, ce dernier forme un gouvernement minoritaire VVD-CDA, qui compte 52 députés sur 150, mais dispose du soutien sans participation du PVV.